# Loren Woods
Loren Gerard Woods (St. Louis, 21 giugno 1978) è un ex cestista statunitense naturalizzato libanese.

## Carriera
È stato selezionato dai Minnesota Timberwolves al secondo giro del Draft NBA 2001 (46ª scelta assoluta).
Con gli Stati Uniti ha disputato le Universiadi di Sicilia 1997.

## Palmarès
- McDonald's All-American Game (1996)